# Ivan & The Parazol
Az Ivan & The Parazol 2010 februárjában alakult budapesti rockegyüttes. Stílusukat alapvetően a 60-as, 70-es évek zenei világának és a kortárs irányzatoknak az ötvözése határozza meg. Dalszövegeiket főként angol nyelven írják, ez alól kivételt jelent a 2021-es Budai Pop nagylemez, melyen tíz magyar nyelvű dal hallható. A zenekar legutóbbi nagylemeze a Belle Époque, melyet a Berg Records adott ki 2025. május 23-án.

## Története

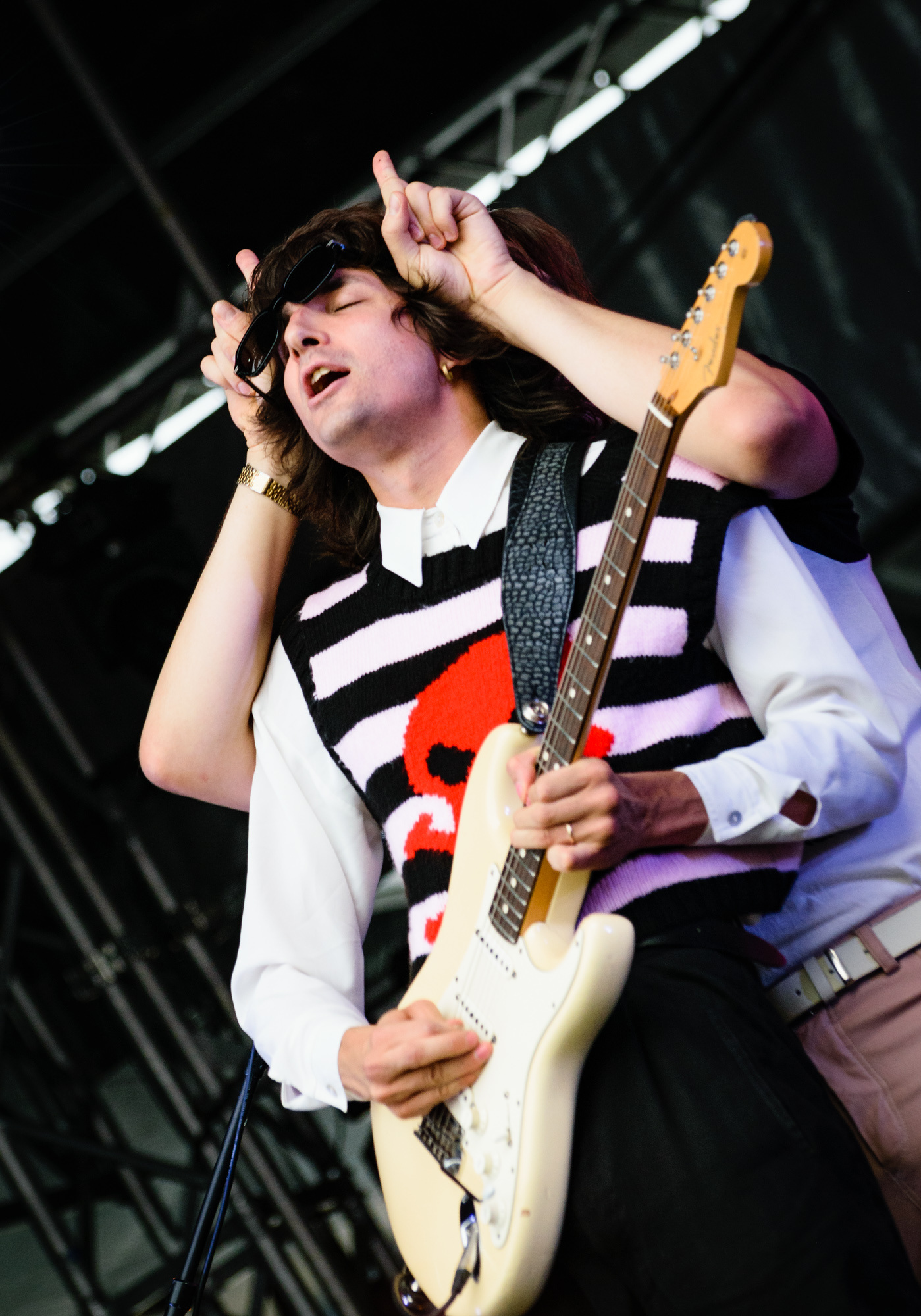
Balla Máté gitáros, a zenekar egyik alapító tagja (a felvétel 2022-ben készült)

### A kezdetek (2010–2012)
Az együttes 2010 februárjában alakult Budapesten a Városmajori Gimnáziumban. A klasszikus rockzenét a kortárs trendekkel vegyítő, dinamikus, szabad stílusnak köszönhetően rövid idő alatt népszerű koncertzenekarrá vált a fiatalok körében.
Első klipjüket a Marshall című dalhoz forgatták 2010 őszén, amely egyre élénkebb figyelemre tett szert, mind a szakma, mind a közönség szemében, így 2011-ben az MTV Brand New jelöltjei közé is bejutottak. 2011 októberében jelent meg következő klipjük az In Air című számhoz. Az In Air-t hamarosan a rádiók is játszani kezdték, a korábbinál sokkal nagyobb ismertséget hozva az együttesnek. 2012 januárjában játszottak az MR2 Akusztik című műsorában, ahol Frenreisz Károllyal (Skorpió) és Tanka Balázzsal (Turbo) is együtt adtak elő. Ugyancsak 2012 januárjában jelent meg Yellow Flavour című első kislemezük, amelyen szerepel az In Air magyar nyelvű átirata Jól áll nekem az élet címmel, amely az eredeti száméhoz hasonló sikernek örvendhetett. 2012 tavaszán részt vettek a Hard Rock Rising nemzetközi tehetségkutató versenyen, aminek magyarországi döntőjét meg is nyerték.

### Az első nagylemez (2012–2014)
Készülő nagylemezük előfutára, a 2012 nyarán közzétett Take My Hand című szám, amelyhez klip is készült, az In Air sikerét is tetézte. A dal hetekig szerepelt az MR2 legtöbbet játszott számainak Top 30-as listáján, egy ideig első helyen is állt. A Take My Hand a brit Amazing Radio műsorában is hallható volt, és a műsorvezető elmondta, hogy sosem játszottak még Budapestről származó melódiákat, így most bepótolták egy „Eastern European dance rock” zenekarral.[forrás?]
2012 szeptemberében jelent meg az első nagylemez előzetesének szánt második, Sellin' My Soul című kislemezük, majd októberben a nagylemez Mama Don’t You Recognize Ivan & The Parazol? címmel. Az album tíz számot tartalmaz, amelyek között szerepel a Take My Hand, és a Sellin' My Soul-on megjelent két szám, a címadó Sellin' My Soul és a Whatever is, de a korábban megjelent számok közül egy sem. Az album producere Takács Zoltán (Heaven Street Seven), mely alól kivételt jelent a Take My Hand c. szám, amit Beke István "Bex" rögzített és kevert.
A zenekar megnyerte a 2013-as MTV Europe Music Awards legjobb magyar zenekarának járó díját.
2013. március 13-án felléptek a Texas államban megrendezett South by Southwest (SXSW) fesztiválon (helyszín: BD Riley's), valamint a 2014-es fesztiválhoz készült promóciós anyagokban a zenekar Take My Hand dala volt hallható. 2014. február 17-én a Papp László Budapest Sportarénában a Deep Purple előzenekaraként léptek fel. 2014. március 15-én újra részt vettek az SXSW fesztiválon Austinban (helyszín: Esther's Follies).

### Mode Bizarre, a második lemez (2014–2015)
2014. március 24-én megjelent a második nagylemezük Mode Bizarre címmel. A lemez ötödik dalát, a Together-t a 2014-es Sziget Fesztivál himnuszának választották.  2014. december 28-án felléptek az 50. évfordulóját ünneplő Illés-együttes Beatünnep koncertjén.
Több számuk is szerepelt a Megdönteni Hajnal Tímeát című, 2014 elején bemutatott magyar filmvígjáték zenéjében.

### The All Right Nows, a harmadik lemez (2015–2017)
Másfél évvel a második lemez megjelenése után, 2015. november 20-án jelent meg a 12 dalt tartalmazó The All Right Nows stúdióalbum. 2016-ban részt vett a januárban megrendezett Eurosonic Noorderslag showcase-fesztiválon (egyéb közép- és kelet-európai zenekarok mellett a következő magyar zenekarokkal együtt: Budapest Bár, Middlemist Red és Ocho Macho). 2017/18-ban az amerikai Rival Sons zenekar előzenekaraként turnéztak, felléptek együtt többek között a Budapest Parkban is. Felléptek a 2017. szeptember 20-23. között rendezett Hamburgi Reeperbahn fesztiválon is.

### Exotic Post Traumatic, a negyedik lemez; Tarnai János távolléte (2017–2021)
A zenekar saját bookerjén keresztül felvette a kapcsolatot Wil Anspach producerrel, aki éveken keresztül a Los Angeles-i EastWest stúdióban dolgozott. Ennek köszönhetően döntöttek úgy, hogy negyedik stúdióalbumukat a kaliforniai EastWest Studios-ban rögzítik. Ebben a stúdióban dolgozott korábban a The Rolling Stones, Frank Sinatra, Iggy Pop, Red Hot Chili Peppers vagy a Foo Fighters is.
A stúdiómunkák miatt a zenekar először 2017 júniusában, majd 2018 elején utazott az Amerikai Egyesült Államokba, 2018 nyarán pedig a budapesti SuperSize Recording stúdióban dolgoztak tovább a lemez producerével. 2018 nyár végére már a teljes anyag elkészült, majd 2019. március 22-én megjelent az Exotic Post Traumatic.
Simon Bálint dobos szerint Tarnai János basszusgitáros betegség miatti távolléte nagy hatással volt a lemezre és a zenekar stílusára. A lemezen basszusgitáron Deli Soma (Middlemist Red) játszik. Vitáris Iván szerint nem tagcsere történt, mivel „az ajtó mindig nyitva áll Jani előtt”. A zenekar szeretett volna kiugorni az eddigi megszokott komfortzónából, megszokott körülményekből, és „valami mást” létrehozni, ezért a lemezen szereplő dalokat hosszú dalszerzési folyamatok és kísérletezés jellemzi. Balla Máté gitáros szerint a személyesebb szövegek oka az, hogy a lemez először akusztikus formában született meg: „korábban a zene született meg először, arra Iván imprózgatott, aztán kialakult a végső dalszöveg. Most írtam először szövegre zenét”. Vitáris szerint ezzel a sokkal harsányabb albummal lezárják az előző három lemezt jellemző „beat-es jólfésültséget”.
Vitáris szerint a lemez címében a „Traumatic” szó a zenekart ért nehéz időszakra utal (Tarnai János lebetegedése), és ez megadja a lemez alaphangulatát. Ezzel egyidőben a zenekarral több pozitív dolog is történt, emiatt a dalokban egyfajta kettősség érezhető: „a trauma és a poszttrauma egyszerre jelenik meg egy egzotikus formában”.
2020. április 17-én a zenekar Facebook oldalán jelentette be, hogy a zenekar és alapító-billentyűse Beke István külön folytatják további útjukat.

### Budai Pop, az ötödik lemez és újabb projektek; Kalmár Botond csatlakozása (2021–2023)

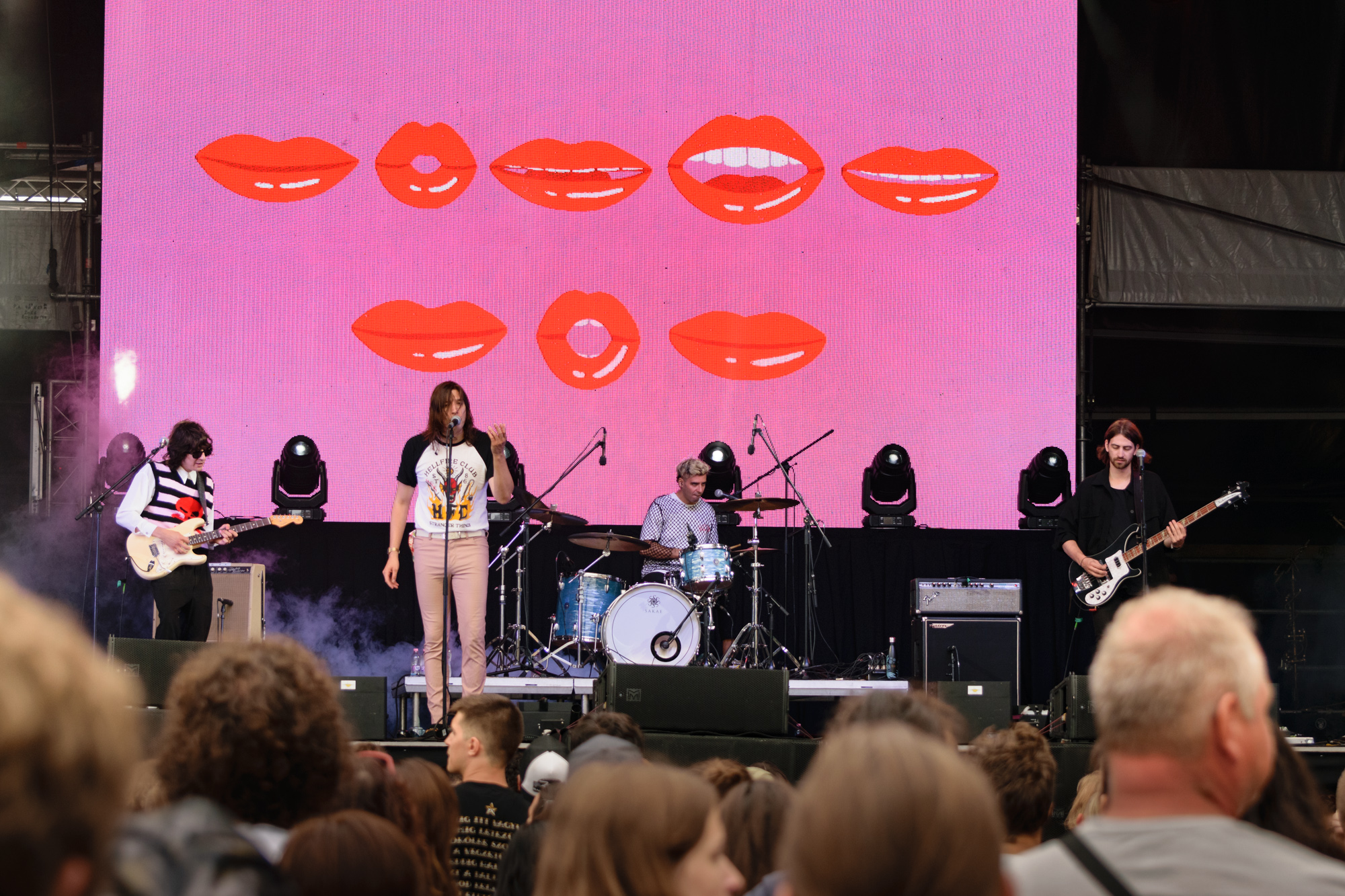
Az Ivan & The Parazol a "Road Movie live #2" színpadán (Szent István Nap), a Műegyetem rakparton Budapesten, 2022. augusztus 20-án

A zenekar 2021-ben jelentette meg első, kizárólag magyar nyelvű dalokat tartalmazó nagylemezét, a Budai Popot, amelynek bemutatójára 2021. július 15-én került sor Budapesten a Várkertben, majd egy monstre, 72 állomásos turnéval népszerűsítette az albumot 2021-22-ben.
2022-ben három kislemezt adott ki a zenekar, többek között egy Európa Kiadó-feldolgozást (Mocskos Idők), valamint kettő saját dalt (GTH, Polarizmus), amik a Budai Pop könnyedebb témái után politikai, globális problémákat feszegetnek és zeneileg is egy még kísérletezősebb, progresszívabb irányt képviselnek. A Polarizmus a zenekar első saját, kifejezetten progresszív rock eposznak szánt szerzeménye, ilyen hosszúságú dalt ezelőtt nem vettek fel. A csaknem 7 perces darabban minden eddiginél nagyobb hangsúlyt kap a hangszeres játék. A dal címe egy nem létező szó, ami egyrészt tekinthető a polarizáció és a pluralizmus szavak összeolvasztásának, illetve annak a megállapításnak, hogy a társadalmunk olyan mértékben nem tud közös nevezőre jutni szinte semmiben, hogy ez már egy áramlatként, egy “izmusként” is értelmezhető. A dal egyébként egy összművészeti kiállításnak is a része volt.
A 2023-as szezon során csatlakozott a formációhoz a Damara-ból ismert Kalmár Botond, aki már a Sziget fesztiválon, az Atlétikai világbajnokságon, a Bartókfeszt-en és a budapesti Akvárium klubban tartott ‘Budai Pop “búcsúztató”’ koncertjén is a zenekar billentyűjátékos posztját töltötte be. Első koncertje a zenekarral 2023. június 23-án a Magyar Telekom által szervezett ‘Szent Iván-éji nyárindító’ minifesztivál keretein belül játszódott le (de a koncert közben feltámadó hatalmas szélviharban a fesztivál folytatása azon a napon meghiúsult). A 2023. december 21-i Akvárium klubos koncerten a banda már hivatalos tagjaként hivatkozik rá. Annak ellenére, hogy a hivatalos bejelentés elmaradt és a zenekar weboldalán sem említi, 2024. március 5-én a zenekar közösségi oldalának új arculatán már Botond is szerepel.

### Belle Époque, a hatodik lemez; Szőke Barna csatlakozása (2024–)

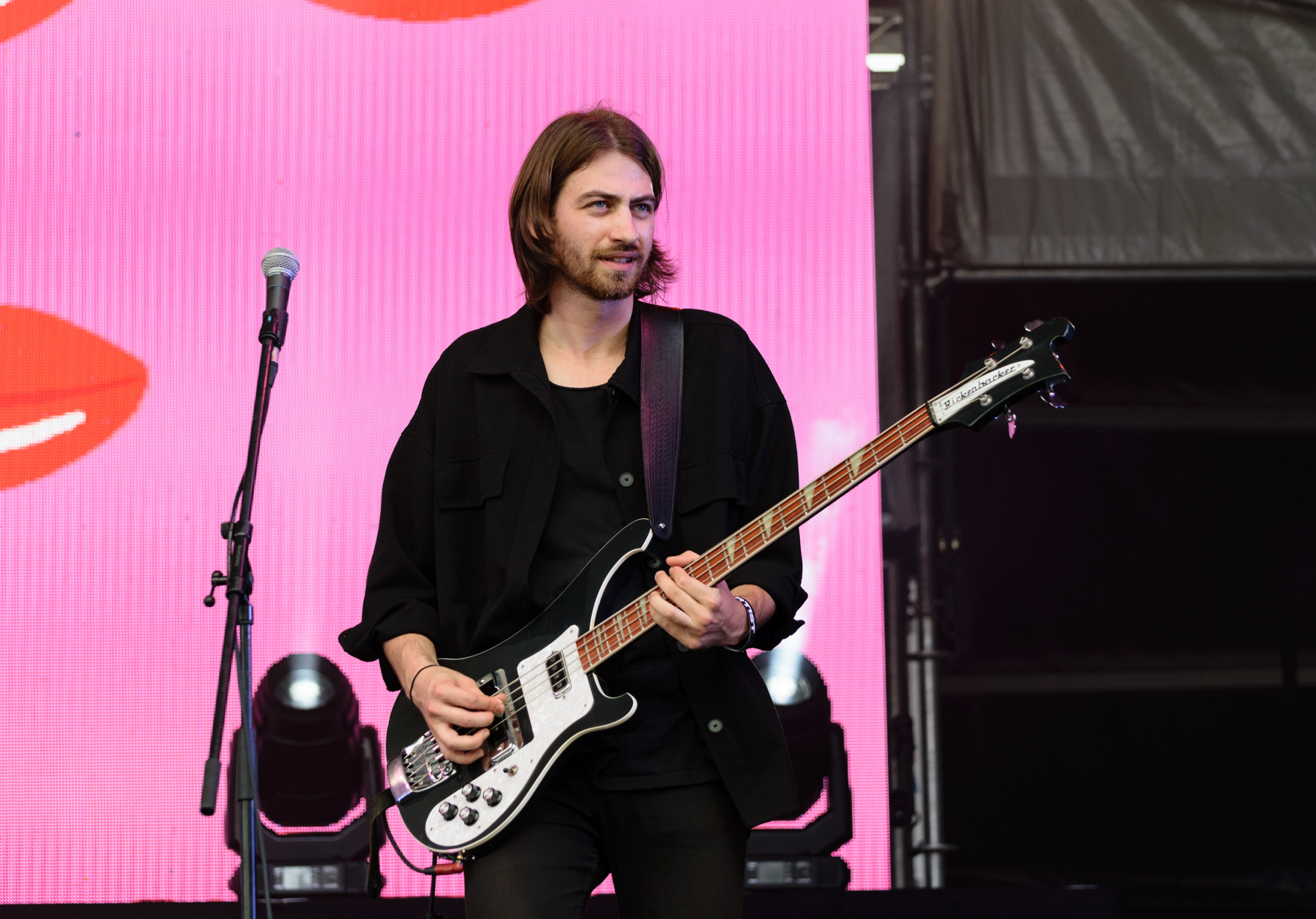
Springer Márton 2019 és 2024 között a zenekar basszusgitárosa (a felvétel 2022-ben készült)

2024. február 10-én a zenekar közösségi oldalán bejelentette, Springer Márton basszusgitáros elhagyja a zenekart. Helyettese a bejelentéskor nem ismert. A Magyar Narancs szerint a június 13-ai koncerten debütált a The Qualitons-ból ismert Szőke Barna basszusgitárosként, a Budapest Parkban.
2024. június 10-én megjelent a Dancer, melyhez videóklip is készült Spáh Karcsi és Vitáris Iván rendezésében. Augusztus 27-én megjelent a Breeze, melynek premierjére a BBC Radio 1-en került sor. Szeptember 17-én a zenekar Facebook-oldalán tudatta, hogy az új, hatodik stúdiólemez hamarosan elkészül, és a rajongók október 25-én az Akvárium Klubban hallhatják majd először teljes egészében. Egy október 3-ai posztban Belle Époque címen hivatkoztak az új lemezre. 2025. március 22-én a zenekar egy rövid, 40 perces nyílt meglepetéskoncertet adott a budapesti Erzsébet téren, melyen egy pár kiadatlan dalt is eljátszottak. Április 25-én a zenekar megerősítette, hogy egy videóklipet forgatnak egy új dalhoz, valamint hogy az új lemez májusban érkezik. Április 30-án közzétették az új dal május 9-ei megjelenési dátumát, majd egy nappal később a dal címét is, mely a Belle Époque címadó dala lesz. A korábban említett videóklip a megjelent dalhoz készült és május 15-én jelent meg. Május 20-án közzétették a Belle Époque nagylemez május 23-ai megjelenési dátumát.
2025 nyarán a Blahalouisiana-val közösen, a "Blahazol - A házi átok" keretében egy három koncertből álló sorozatot játszottak május 3-án Debrecenben, június 6-án Győrött és 21-én Kecskeméten.

## Tagok
Jelenlegi tagok
- Balla Máté – gitár (2010–napjainkig)
- Simon Bálint – dobok (2010–napjainkig)
- Vitáris Iván – ének (2010–napjainkig)
- Kalmár Botond László – billentyűk (2023–napjainkig)
- Szőke Barna – basszusgitár (2024–napjainkig)

Korábbi tagok
- Tarnai János – basszusgitár (2010–2017)[56][57]
- Beke István "Bex" – billentyűk (2010–2020)[34]
- Springer Márton – basszusgitár (2019–2024)[16]

### Felállás az idők során

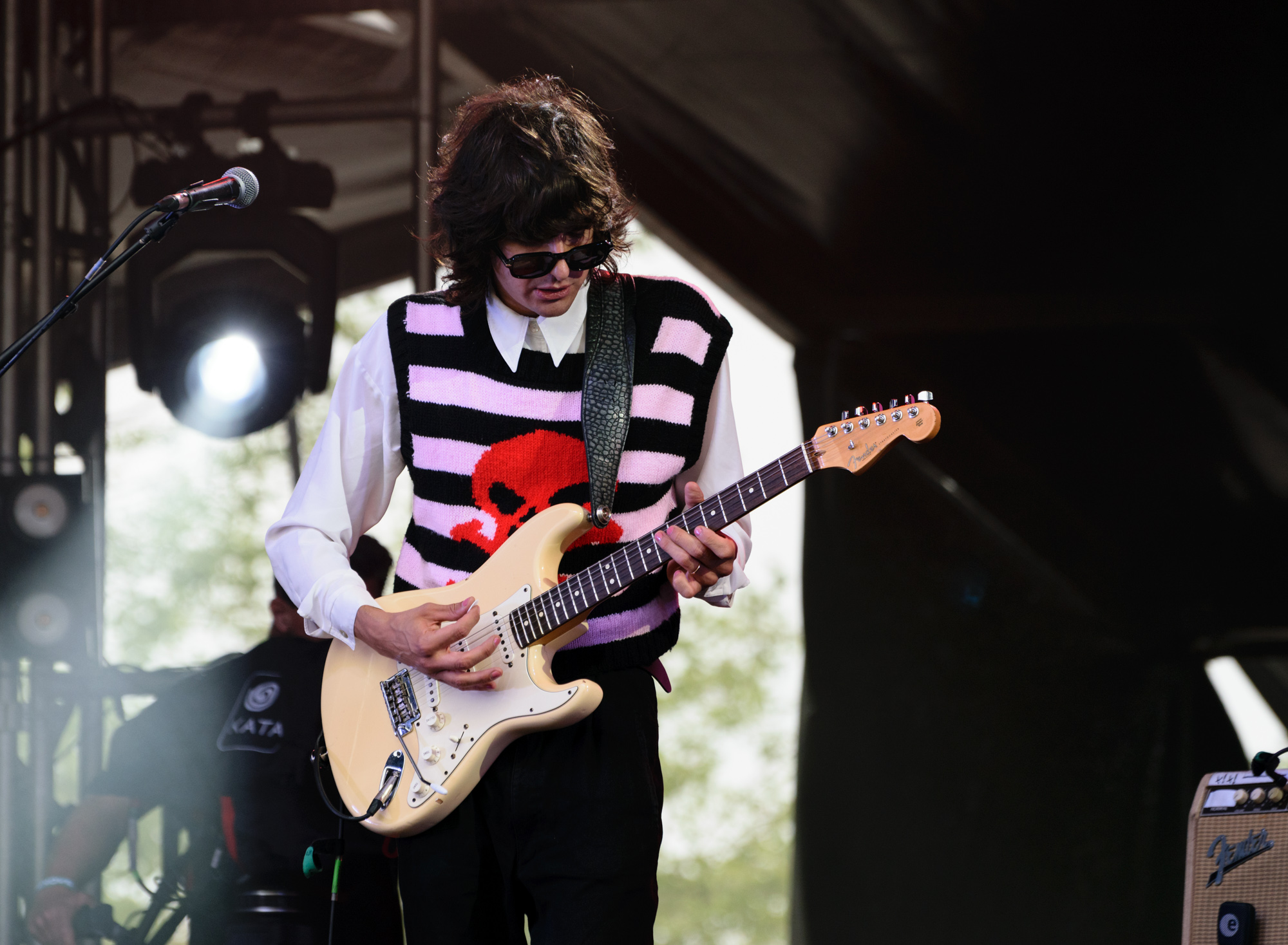
Balla Máté
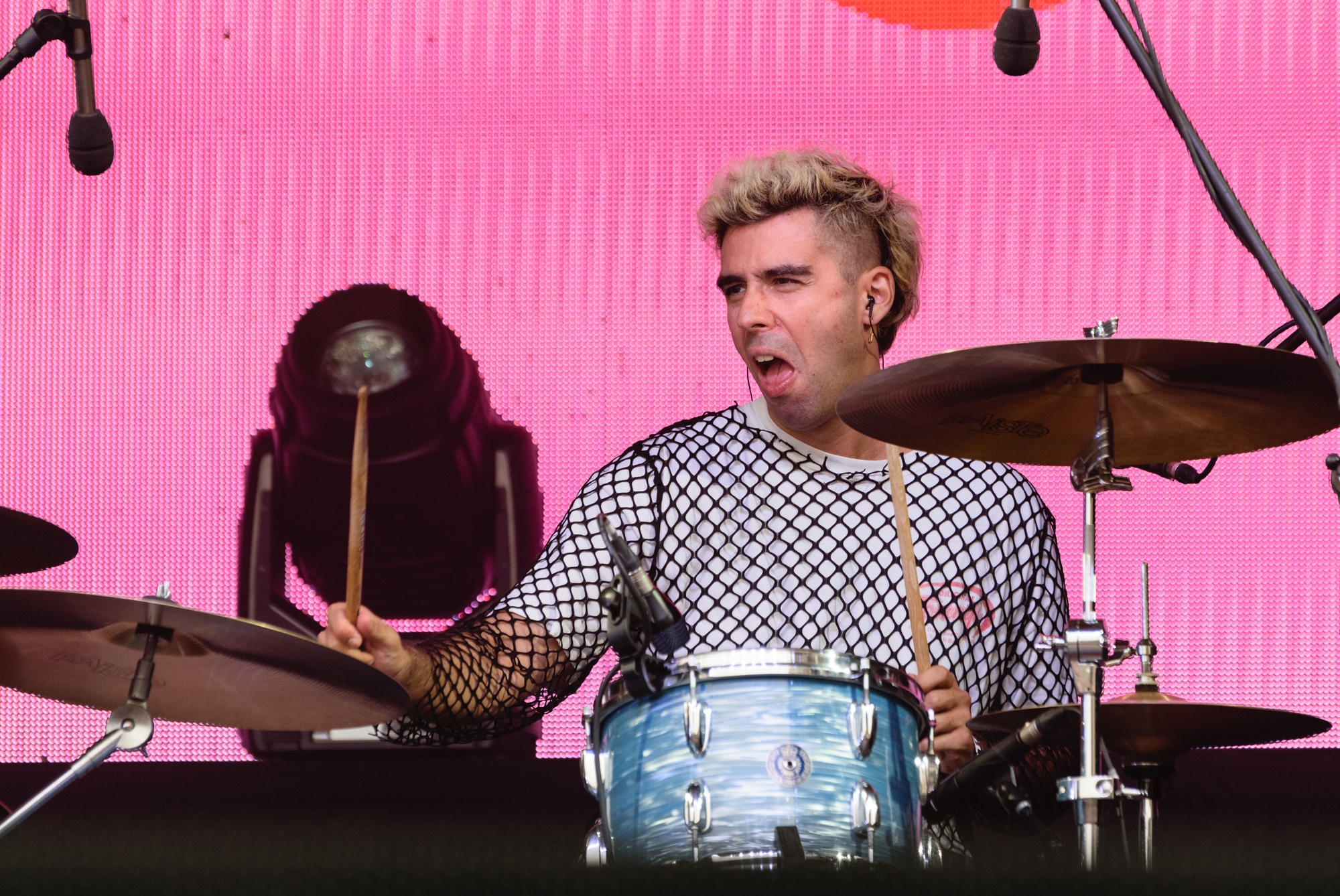
Simon Bálint
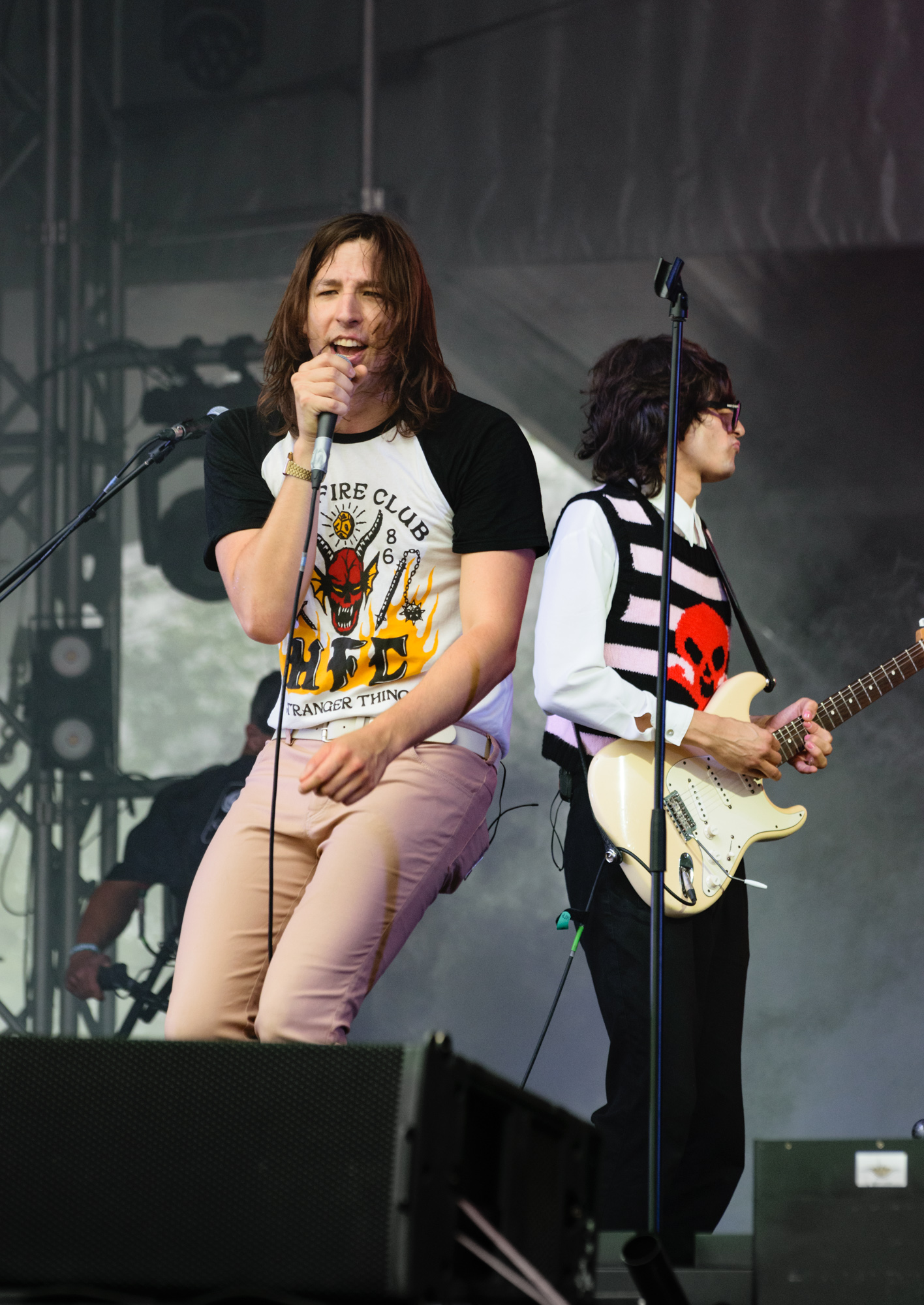
Vitáris Iván

## Diszkográfia

### Stúdióalbumok
| Év   | Album                                        | Legmagasabb helyezés                   |
| Év   | Album                                        | MAHASZ Top 40 album- és válogatáslemez |
| ---- | -------------------------------------------- | -------------------------------------- |
| 2012 | Mama Don’t You Recognize Ivan & The Parazol? | –                                      |
| 2014 | Mode Bizarre                                 | 4                                      |
| 2015 | The All Right Nows                           | 38                                     |
| 2019 | Exotic Post Traumatic                        | 27                                     |
| 2021 | Budai Pop                                    | –                                      |
| 2025 | Belle Époque                                 | ?                                      |

### Középlemezek
| Év   | Album           |
| ---- | --------------- |
| 2012 | Yellow Flavour  |
| 2012 | Sellin' My Soul |

### Kislemezek
| Év   | Dal                                                      | Legmagasabb helyezés | Album                                        |
| Év   | Dal                                                      | MAHASZ Rádiós Top 40 | Album                                        |
| ---- | -------------------------------------------------------- | -------------------- | -------------------------------------------- |
| 2012 | Yellow Flavour                                           | –                    | Yellow Flavour (EP)                          |
| 2012 | Take My Hand                                             | 20                   | Mama Don’t You Recognize Ivan & The Parazol? |
| 2012 | Sellin' My Soul                                          | –                    | Mama Don’t You Recognize Ivan & The Parazol? |
| 2013 | Don't Wanna Die                                          | –                    | Mode Bizarre                                 |
| 2013 | Baby Blue                                                | –                    | Mode Bizarre                                 |
| 2015 | Modernial                                                | –                    | The All Right Nows                           |
| 2015 | Grand Club                                               | –                    | The All Right Nows                           |
| 2016 | Ha megnyitod a szíved                                    | –                    | –                                            |
| 2016 | Festők Építészek Szobrászok Zenészek és Egyéb Komédiások | –                    | –                                            |
| 2017 | Serial Killer                                            | –                    | Exotic Post Traumatic                        |
| 2018 | Nr. 1003                                                 | –                    | Exotic Post Traumatic                        |
| 2019 | Changin'                                                 | –                    | Exotic Post Traumatic                        |
| 2019 | When I Was 17                                            | –                    | Exotic Post Traumatic                        |
| 2019 | Red Bricks                                               | –                    | –                                            |
| 2019 | Ringasd el Magad (Locomotiv GT-feldolgozás)              | –                    | –                                            |
| 2020 | Néha kevés, néha több                                    | –                    | –                                            |
| 2020 | Memories                                                 | –                    | –                                            |
| 2020 | Fejezd be                                                | –                    | Budai Pop                                    |
| 2020 | Játék                                                    | –                    | Budai Pop                                    |
| 2021 | Milyen kár                                               | 33                   | Budai Pop                                    |
| 2021 | Mást vártam                                              | –                    | Budai Pop                                    |
| 2021 | Kérdőjelek és a válaszok (ft. Carson Coma)               | 35                   | –                                            |
| 2021 | Homok a szélben (Korál-feldolgozás)                      | –                    | –                                            |
| 2022 | GTH                                                      | –                    | –                                            |
| 2022 | Mocskos idők (Európa Kiadó-feldolgozás)                  | –                    | –                                            |
| 2022 | Polarizmus                                               | –                    | –                                            |
| 2024 | Dancer                                                   | –                    | Belle Époque                                 |
| 2024 | Breeze                                                   | –                    | Belle Époque                                 |
| 2025 | Belle Époque                                             | ?                    | Belle Époque                                 |

#### Más rangsorolt dalok
| Év   | Dal                                        | Legmagasabb helyezés | Album        |
| Év   | Dal                                        | MAHASZ Stream Top 40 | Album        |
| ---- | ------------------------------------------ | -------------------- | ------------ |
| 2014 | Let Go                                     | 4                    | Mode Bizarre |
| 2014 | Wish You the Best                          | 5                    | Mode Bizarre |
| 2014 | Rock 'n Roll On the Floor                  | 7                    | Mode Bizarre |
| 2014 | Love Is Like (Bourbon On The Rocks)        | 9                    | Mode Bizarre |
| 2014 | I Got a Feeling That I'm Underneath        | 6                    | Mode Bizarre |
| 2021 | Kérdőjelek és a válaszok (ft. Carson Coma) | 32                   | –            |

### Videóklipek
| #  | Év   | Dal                                        | Stúdióalbum                                  | Rendező                      |
| -- | ---- | ------------------------------------------ | -------------------------------------------- | ---------------------------- |
| 1  | 2010 | Marshall                                   | –                                            | Hernádi Ambrus               |
| 2  | 2011 | In Air                                     | –                                            | Ambrus Hernádi, Ebner Dávid  |
| 3  | 2012 | Take My Hand                               | Mama Don’t You Recognize Ivan & The Parazol? | Bögi Máté                    |
| 4  | 2013 | Sellin' My Soul                            | Mama Don’t You Recognize Ivan & The Parazol? | Bögi Máté, Pécsi-Szabó Dénes |
| 5  | 2014 | Together                                   | Mode Bizarre                                 | ?                            |
| 6  | 2014 | Love Is Like (Bourbon On the Rocks)        | Mode Bizarre                                 | Balázsy István               |
| 7  | 2015 | Jól áll nekem az élet                      | Yellow Flavour (EP)                          | Hernádi Ambrus               |
| 8  | 2015 | Modernial                                  | The All Right Nows                           | Szirmai Gergely              |
| 9  | 2015 | Cold & Deep                                | The All Right Nows                           | Damokos Attila               |
| 10 | 2018 | Nr. 1003                                   | Exotic Post Traumatic                        | Miki357                      |
| 11 | 2019 | Changin'                                   | Exotic Post Traumatic                        | ?                            |
| 12 | 2019 | When I Was 17                              | Exotic Post Traumatic                        | Sinco                        |
| 13 | 2019 | Red Bricks                                 | –                                            | ?                            |
| 14 | 2020 | Néha kevés, néha több                      | –                                            | Hartung Attila               |
| 15 | 2020 | Fejezd be                                  | Budai Pop                                    | ?                            |
| 16 | 2020 | Játék                                      | Budai Pop                                    | Szőke Barna                  |
| 17 | 2021 | Mást vártam                                | Budai Pop                                    | ?                            |
| 18 | 2021 | Milyen kár                                 | Budai Pop                                    | Benkő Bálint                 |
| 19 | 2021 | Kérdőjelek és a válaszok (ft. Carson Coma) | –                                            | Szelei Dóra                  |
| 20 | 2024 | Dancer                                     | Belle Époque                                 | Spáh Karcsi, Vitáris Iván    |
| 21 | 2025 | Belle Époque                               | Belle Époque                                 | Spáh Karcsi, Vitáris Iván    |

## Díjak és elismerések
| Év   | Díj                                                         | Munka              | Eredmény |
| ---- | ----------------------------------------------------------- | ------------------ | -------- |
| 2011 | MTV Brand New                                               | Marshall           | Jelölve  |
| 2012 | Hard Rock Rising nemzetközi tehetségkutató, döntő           | Ivan & The Parazol | Elnyerte |
| 2012 | MR2 Top 30                                                  | Take My Hand       | #1       |
| 2013 | MTV Europe Music Award for Best Hungarian Act               | Ivan & The Parazol | Elnyerte |
| 2017 | Fonogram díj az év hazai klasszikus pop-rock albumáért      | F.É.S.Z.E.K.       | Jelölve  |
| 2018 | Fonogram díj az év hazai klasszikus pop-rock albumáért      | Serial Killer      | Jelölve  |
| 2019 | Fonogram díj az év hazai klasszikus pop-rock albumáért      | Nr. 1003           | Jelölve  |
| 2021 | Magyar Klipszemle Music Video Awards: “Legjobb látvány” díj | Játék videóklip    | Elnyerte |
| 2025 | Fonogram díj az év hazai klasszikus pop-rock albumáért      | Dancer             | Elnyerte |